# Enrico Coen
Enrico Coen is een Britse botanicus die is gespecialiseerd in moleculaire genetica en ontwikkelingsbiologie van planten.
In 1979 behaalde hij een B.A. aan King's College London. In 1982 behaalde hij een PhD in de genetica aan de University of Cambridge. Hetzelfde jaar was hij namens de Science and Engineering Research Council (SERC) postdoc bij de University of Cambridge. Ook was hij in 1982 onderzoeksmedewerker bij St John's College, Cambridge. 
Vanaf 1984 is Coen actief als projectleider bij het Plant Breeding Institute en de voortzetting daarvan, het John Innes Centre. Vanaf 1999 is hij hier hoogleraar en is hij hoogleraar bij de University of East Anglia. 
Coen wil ophelderen hoe organismen zich ontwikkelen en evolueren. Hierbij maken hij en zijn onderzoeksteam gebruik van moleculaire, genetische en beeldvormende technieken en modelsystemen. Er wordt gebruikgemaakt van computermodellen en experimentele studies met modelplanten als Antirrhinum en Arabidopsis om zaken als de ontwikkeling van bloemvorm en -asymmetrie, bladvorm en plantopbouw te onderzoeken. Hierbij worden onder meer transposons onderzocht. Coen werkt onder meer samen met Nick Barton en Rosemary Carpenter. 
Coen is auteur van het boek The Art of Genes: How Organisms Make Themselves dat in 1999 bij Oxford University Press verscheen. Hij is (mede)auteur van artikelen in tijdschriften als Nature, Proceedings of the National Academy of Sciences en Science. 
In 1997 kreeg Coen vanwege zijn verdiensten voor de plantkunde de Linnean Medal van de Linnean Society of London. In 1998 werd hij verkozen als Fellow of the Royal Society. In 2001 werd hij gekozen als buitenlands lid van de Amerikaanse National Academy of Sciences. In 2004 kreeg hij de Darwin Medal van de Royal Society. 